# Carl Melcher von Feilitzen
Carl Melcher von Feilitzen, född 4 februari 1845 i Skeda församling, Östergötlands län, död 17 augusti 1917 i Skeda församling, Östergötlands län, var en svensk lantbrukare och ämbetsman. Han var syssling till Carl och Urban von Feilitzen.

## Biografi
Feilitzen blev 1865 student vid Uppsala universitet, där han 1872 promoverades till filosofie doktor på avhandlingen Om magnesium-haltiga kalkstenar och dolomiter. Han övertog samma år fädernegården Åkerstad i Östergötland och vann som praktisk jordbrukare stort anseende inom länet, i vars hushållningssällskap han småningom blev en av de ledande männen, liksom han också i övrigt blev en av länets mer bemärkta män samt valdes till ledamot av kyrkomötet och vice ordförande i landstinget. Åren 1899-1912 var han överdirektör och chef för Lantbruksstyrelsen. År 1907 blev han hedersledamot av Lantbruksakademien och fick 1913 dess stora guldmedalj.